# Lista odcinków serialu The Expanse
Poniżej znajduje się lista odcinków serialu telewizyjnego The Expanse – emitowanego przez amerykańską stację telewizyjną Sci Fi od 14 grudnia 2015. 

## Przegląd sezonów
| Sezon | Sezon | Odcinki | Na podstawie           | Data emisji/dostępu VOD | Data emisji/dostępu VOD | Data emisji/dostępu VOD | Data dostępu VOD | Data dostępu VOD | Data dostępu VOD          |
| Sezon | Sezon | Odcinki | Na podstawie           | Premiera                | Finał                   | Dystrybucja             | Premiera         | Finał            | Dystrybucja               |
| ----- | ----- | ------- | ---------------------- | ----------------------- | ----------------------- | ----------------------- | ---------------- | ---------------- | ------------------------- |
|       | 1     | 10      | Przebudzenie Lewiatana | 14 grudnia 2015         | 2 lutego 2016           | Sci Fi                  | 3 listopada 2016 | 3 listopada 2016 | Netflix Polska            |
|       | 2     | 13      | Wojna Kalibana         | 1 lutego 2017           | 19 kwietnia 2017        | Sci Fi                  | 8 września 2017  | 8 września 2017  | Netflix Polska            |
|       | 3     | 13      | Wrota Abaddona         | 11 kwietnia 2018        | 27 czerwca 2018         | Sci Fi                  | 8 lutego 2019    | 8 lutego 2019    | Amazon Prime Video Polska |
|       | 4     | 10      | Gorączka Ciboli        | 12 grudnia 2019         | 12 grudnia 2019         | Amazon Prime Video      | 13 grudnia 2019  | 13 grudnia 2019  | Amazon Prime Video Polska |
|       | 5     | 10      | Gry Nemezis            | 15 grudnia 2020         | 2 lutego 2021           | Amazon Prime Video      | 16 grudnia 2020  | 3 lutego 2021    | Amazon Prime Video Polska |
|       | 6     | 6       | Prochy Babilonu        | 10 grudnia 2021         | 14 stycznia 2022        | Amazon Prime Video      | 10 grudnia 2021  | 14 stycznia 2022 | Amazon Prime Video Polska |

## Sezon 1 (2015-2016)
| Nr | #  | Tytuł               | Polski tytuł             | Reżyseria       | Scenariusz                            | Premiera         | Premiera w Polsce |
| -- | -- | ------------------- | ------------------------ | --------------- | ------------------------------------- | ---------------- | ----------------- |
| 1  | 1  | Dulcinea            | Dulcynea                 | Terry McDonough | Mark Fergus, Hawk Ostby               | 14 grudnia 2015  | 3 listopada 2016  |
| 2  | 2  | The Big Empty       | Wielka pustka            | Terry McDonough | Mark Fergus, Hawk Ostby               | 15 grudnia 2015  | 3 listopada 2016  |
| 3  | 3  | Remember the Cant   | Pamiętajcie o Canterbury | Jeff Woolnough  | Robin Veith                           | 22 grudnia 2015  | 3 listopada 2016  |
| 4  | 4  | CQB                 | Zwarta walka             | Jeff Woolnough  | Naren Shankar                         | 29 grudnia 2015  | 3 listopada 2016  |
| 5  | 5  | Back to the Butcher | Z deszczu pod rynnę      | Rob Lieberman   | Dan Nowak                             | 5 stycznia 2016  | 3 listopada 2016  |
| 6  | 6  | Rock Bottom         | Dno                      | Rob Lieberman   | Jason Ning                            | 12 stycznia 2016 | 3 listopada 2016  |
| 7  | 7  | Windmills           | Wiatraki                 | Bill Johnson    | Daniel Abraham, Ty Franck             | 19 stycznia 2016 | 3 listopada 2016  |
| 8  | 8  | Salvage             | Ocalenie                 | Bill Johnson    | Robin Veith                           | 26 stycznia 2016 | 3 listopada 2016  |
| 9  | 9  | Critical Mass       | Masa krytyczna           | Terry McDonough | Robin Veith, Dan Nowak, Naren Shankar | 2 lutego 2016    | 3 listopada 2016  |
| 10 | 10 | Leviathan Wakes     | Przebudzenie Lewiatana   | Terry McDonough | Mark Fergus, Hawk Ostby               | 2 lutego 2016    | 3 listopada 2016  |

## Sezon 2 (2017)
| Nr | #  | Tytuł                      | Polski tytuł             | Reżyseria        | Scenariusz                               | Premiera         | Premiera w Polsce |
| -- | -- | -------------------------- | ------------------------ | ---------------- | ---------------------------------------- | ---------------- | ----------------- |
| 11 | 1  | Safe                       | Bezpieczeństwo           | Breck Eisner     | Mark Fergus, Hawk Ostby                  | 1 lutego 2017    | 8 września 2017   |
| 12 | 2  | Doors & Corners            | Miejcie się na baczności | Breck Eisner     | Daniel Abraham, Ty Franck                | 1 lutego 2017    | 8 września 2017   |
| 13 | 3  | Static                     | Brak równowagi           | Jeff Woolnough   | Robin Veith                              | 8 lutego 2017    | 8 września 2017   |
| 14 | 4  | Godspeed                   | Powodzenia               | Jeff Woolnough   | Dan Nowak                                | 15 lutego 2017   | 8 września 2017   |
| 15 | 5  | Home                       | Dom                      | David Grossman   | Mark Fergus, Hawk Ostby                  | 22 lutego 2017   | 8 września 2017   |
| 16 | 6  | Paradigm Shift             | Zmiana paradygmatu       | David Grossman   | Naren Shankar                            | 1 marca 2017     | 8 września 2017   |
| 17 | 7  | The Seventh Man            | Hybryda protomolekuły    | Kenneth Fink     | Georgia Lee                              | 8 marca 2017     | 8 września 2017   |
| 18 | 8  | Pyre                       | Stos                     | Kenneth Fink     | Robin Veith                              | 15 marca 2017    | 8 września 2017   |
| 19 | 9  | The Weeping Somnambulist   | Płaczący lunatyk         | Mikael Salomon   | Hallie Lambert                           | 22 marca 2017    | 8 września 2017   |
| 20 | 10 | Cascade                    | Efekt kaskady            | Mikael Salomon   | Dan Nowak                                | 29 marca 2017    | 8 września 2017   |
| 21 | 11 | Here There Be Dragons      | Tu żyją smoki            | Robert Lieberman | Georgia Lee                              | 5 kwietnia 2017  | 8 września 2017   |
| 22 | 12 | The Monster and the Rocket | Potwór i rakieta         | Robert Lieberman | Mark Fergus, Hawk Ostby                  | 12 kwietnia 2017 | 8 września 2017   |
| 23 | 13 | Caliban's War              | Wojna Kalibana           | Thor Freudenthal | Daniel Abraham, Ty Franck, Naren Shankar | 19 kwietnia 2017 | 8 września 2017   |

## Sezon 3 (2018)
| Nr | #  | Tytuł               | Polski tytuł        | Reżyseria          | Scenariusz                               | Premiera         | Premiera w Polsce |
| -- | -- | ------------------- | ------------------- | ------------------ | ---------------------------------------- | ---------------- | ----------------- |
| 24 | 1  | Fight or Flight     | Uciekaj albo walcz  | Breck Eisner       | Mark Fergus, Hawk Ostby                  | 11 kwietnia 2018 | 8 lutego 2019     |
| 25 | 2  | IFF                 | Identyfikacja       | Breck Eisner       | Daniel Abraham, Ty Franck                | 18 kwietnia 2018 | 8 lutego 2019     |
| 26 | 3  | Assured Destruction | Pewne zniszczenie   | Thor Freudenthal   | Dan Nowak                                | 25 kwietnia 2018 | 8 lutego 2019     |
| 27 | 4  | Reload              | Przeładowanie       | Thor Freudenthal   | Robin Veith                              | 2 maja 2018      | 8 lutego 2019     |
| 28 | 5  | Triple Point        | Trójstyk            | Jeff Woolnough     | Georgia Lee                              | 9 maja 2018      | 8 lutego 2019     |
| 29 | 6  | Immolation          | Ofiarowanie         | Jeff Woolnough     | Alan DiFiore                             | 16 maja 2018     | 8 lutego 2019     |
| 30 | 7  | Delta-V             | Delta-V             | Kenneth Fink       | Naren Shankar                            | 23 maja 2018     | 8 lutego 2019     |
| 31 | 8  | It Reaches Out      | Śledczy             | Kenneth Fink       | Mark Fergus, Hawk Ostby                  | 30 maja 2018     | 8 lutego 2019     |
| 32 | 9  | Intransigence       | Nieustępliwość      | David Grossman     | Hallie Lambert                           | 6 czerwca 2018   | 8 lutego 2019     |
| 33 | 10 | Dandelion Sky       | Dmuchawce na niebie | David Grossman     | Georgia Lee                              | 13 czerwca 2018  | 8 lutego 2019     |
| 34 | 11 | Fallen World        | Upadły świat        | Jennifer Phang     | Dan Nowak                                | 20 czerwca 2018  | 8 lutego 2019     |
| 35 | 12 | Congregation        | Kongregacja         | Jennifer Phang     | Daniel Abraham, Ty Franck                | 27 czerwca 2018  | 8 lutego 2019     |
| 36 | 13 | Abaddon's Gate      | Wrota Abaddona      | Simon Cellan Jones | Daniel Abraham, Ty Franck, Naren Shankar | 27 czerwca 2018  | 8 lutego 2019     |

## Sezon 4 (2019)
| Nr | #  | Tytuł              | Polski tytuł     | Reżyseria      | Scenariusz                               | Premiera        | Premiera w Polsce |
| -- | -- | ------------------ | ---------------- | -------------- | ---------------------------------------- | --------------- | ----------------- |
| 37 | 1  | New Terra          | Nowa Ziemia      | Breck Eisner   | Mark Fergus, Hawk Ostby                  | 12 grudnia 2019 | 13 grudnia 2019   |
| 38 | 2  | Jetsam             | Śmieci           | Breck Eisner   | Laura Marks                              | 12 grudnia 2019 | 13 grudnia 2019   |
| 39 | 3  | Subduction         | Subdukcja        | David Petrarca | Dan Nowak                                | 12 grudnia 2019 | 13 grudnia 2019   |
| 40 | 4  | Retrograde         | Ciąg wsteczny    | David Petrarca | Matthew Rasmussen                        | 12 grudnia 2019 | 13 grudnia 2019   |
| 41 | 5  | Oppressor          | Ciemiężyciel     | Jeff Woolnough | Daniel Abraham, Ty Franck                | 12 grudnia 2019 | 13 grudnia 2019   |
| 42 | 6  | Displacement       | Przemieszczenie  | Jeff Woolnough | Hallie Lambert                           | 12 grudnia 2019 | 13 grudnia 2019   |
| 43 | 7  | A Shot In The Dark | Strzał w ciemno. | Sarah Harding  | Dan Nowak                                | 12 grudnia 2019 | 13 grudnia 2019   |
| 44 | 8  | The One-Eyed Man   | Jednooki         | Sarah Harding  | Dan Nowak                                | 12 grudnia 2019 | 13 grudnia 2019   |
| 45 | 9  | Saeculum           | Saeculum         | Breck Eisner   | Daniel Abraham, Ty Franck                | 12 grudnia 2019 | 13 grudnia 2019   |
| 46 | 10 | Cibola Burn        | Gorączka Ciboli  | Breck Eisner   | Daniel Abraham, Ty Franck, Naren Shankar | 12 grudnia 2019 | 13 grudnia 2019   |

## Sezon 5 (2020–2021)
| Nr | #  | Tytuł         | Polski tytuł  | Reżyseria      | Scenariusz                               | Premiera         | Premiera w Polsce |
| -- | -- | ------------- | ------------- | -------------- | ---------------------------------------- | ---------------- | ----------------- |
| 47 | 1  | Exodus        | Exodus        | Breck Eisner   | Naren Shankar                            | 15 grudnia 2020  | 16 grudnia 2020   |
| 48 | 2  | Churn         | Jałowy bieg   | Breck Eisner   | Daniel Abraham, Ty Franck                | 15 grudnia 2020  | 16 grudnia 2020   |
| 49 | 3  | Mother        | Matka         | Thomas Jane    | Dan Nowak                                | 15 grudnia 2020  | 16 grudnia 2020   |
| 50 | 4  | Gaugamela     | Gaugamela     | Nick Gomez     | Dan Nowak                                | 22 grudnia 2020  | 23 grudnia 2020   |
| 51 | 5  | Down and Out  | Nokaut        | Jeff Woolnough | Matthew Rasmussen                        | 29 grudnia 2020  | 30 grudnia 2020   |
| 52 | 6  | Tribes        | Plemiona      | Jeff Woolnough | Hallie Lambert                           | 5 stycznia 2021  | 6 stycznia 2021   |
| 53 | 7  | Oyedeng       | Oyedeng       | Marisol Adler  | Dan Nowak                                | 12 stycznia 2021 | 13 stycznia 2021  |
| 54 | 8  | Hard Vacuum   | Ostra próżnia | Marisol Adler  | Dan Nowak                                | 19 stycznia 2021 | 20 stycznia 2021  |
| 55 | 9  | Winnipesaukee | Winnipesaukee | Breck Eisner   | Daniel Abraham, Ty Franck, Naren Shankar | 26 stycznia 2021 | 27 stycznia 2021  |
| 56 | 10 | Nemesis Games | Gry Nemezis   | Breck Eisner   | Daniel Abraham, Ty Franck, Naren Shankar | 2 lutego 2021    | 3 lutego 2021     |

## Sezon 6 (2021–2022)
| Nr | # | Tytuł            | Polski tytuł    | Reżyseria      | Scenariusz                               | Premiera         | Premiera w Polsce |
| -- | - | ---------------- | --------------- | -------------- | ---------------------------------------- | ---------------- | ----------------- |
| 57 | 1 | Strange Dogs     | Dziwne psy      | Breck Eisner   | Naren Shankar                            | 10 grudnia 2021  | 10 grudnia 2021   |
| 58 | 2 | Azure Dragon     | Lazurowy Smok   | Jeff Woolnough | Daniel Abraham, Ty Franck                | 17 grudnia 2021  | 17 grudnia 2021   |
| 59 | 3 | Force Projection | Pokaz siły      | Jeff Woolnough | Dan Nowak                                | 24 grudnia 2021  | 24 grudnia 2021   |
| 60 | 4 | Redoubt          | Reduta          | Anya Adams     | Dan Nowak                                | 31 grudnia 2021  | 31 grudnia 2021   |
| 61 | 5 | Why We Fight     | Sens walki      | Anya Adams     | Daniel Abraham, Ty Franck                | 7 stycznia 2022  | 7 stycznia 2022   |
| 62 | 6 | Babylon's Ashes  | Prochy Babilonu | Breck Eisner   | Daniel Abraham, Ty Franck, Naren Shankar | 14 stycznia 2022 | 14 stycznia 2022  |